# St-Remi (Aougny)

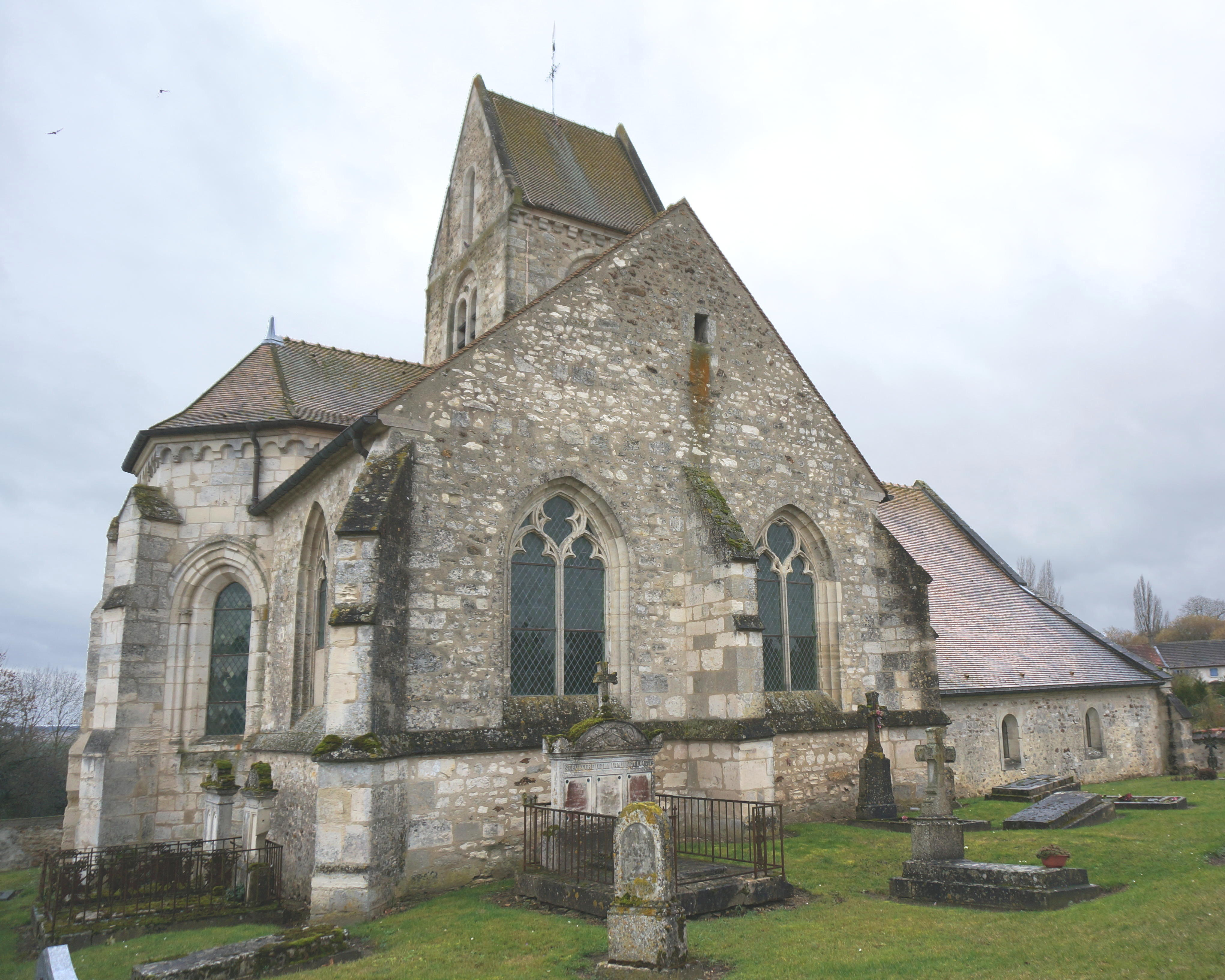
Kirche St-Remi: 5/8-Chor, doppeltes Nordquerhaus, pseudobasilikales Langhaus

Die römisch-katholische Kirche St-Remi in Aougny, einer französischen Gemeinde im Département Marne, steht seit 1922 als Monument historique unter Denkmalschutz.

## Beschreibung
Die Kirche aus dem 12. und 13. Jahrhundert ist dem Patrozinium des Remigius von Reims unterstellt. Langhaus und Vierungsturm wurden im romanischen Stilerreichtet, mit ersten gotischen Elementen. Auch das südliche Querhaus ist noch romanisch. Der Vierungsturm hat einen Konsolenfries.
Bei seiner Errichtung an der Wende vom 12. zum 13. Jahrhundert war das Langhaus gänzlich eine Basilika, In diesem Zustand ist (abgesehen von der Decke) das Mittelschiff und das (schmalere) Südseitenschiff erhalten. Wenig später erhielt die Kirche ihren heutigen Chor mit 5/8-Schluss, ganz in frühgotischen Formen. Seine Dachtraufe ist mit einem Bogenfries versehen, geschmückt mit kleinen Kopffiguren. Schließlich wurde im 15. oder 16. Jahrhundert an Vierdungsturm und die Nordseite des Chors das doppelte Nordquerhaus angebaut, seine Fenster zeigen spätgotisches Flamboyant-Maßwerk. Der Umbau der Nordseite zur Pseudobasilika, indem das Seitenschiffsdach bis an das Mittelschiffsdach hochgezogen wurde, wird für das 18. Jahrhundert angenommen, obwohl es keine chronikalischen Hinweise für diese Datierung gibt. Seit diesem Umbau tragen die nördlichen Obergaden nicht mehr zu Belichtung des Mittelschiffs bei.
Das Joch im Turm hat ein spitzbogiges Kreuzrippengewölbe ohne Schlussstein, das Polygonaljoch des Chors ein Schirmgewölbe, ebenfalls ohne Schlussstein. Die heutige hölzerne Flachdecke des Mittelschiffs liegt auf Höhe der Basis eines früheren hölzernen Tonnengewölbes und dadurch niedriger als der Scheitel des Spitzbogens zum Turmjoch.
Am Boden der Kirche gibt es einen verzierten Plattenbelag aus dem 15. Jahrhundert. Die beiden Taufbecken stammen aus derselben Epoche. Der Altaraufsatz zeigt Episoden aus dem Leben Jesu und Christus am Kreuz.
Die Kirche St-Remi wurde am 16. August 1922 als klassifiziertes Monument historique unter Denkmalschutz gestellt.

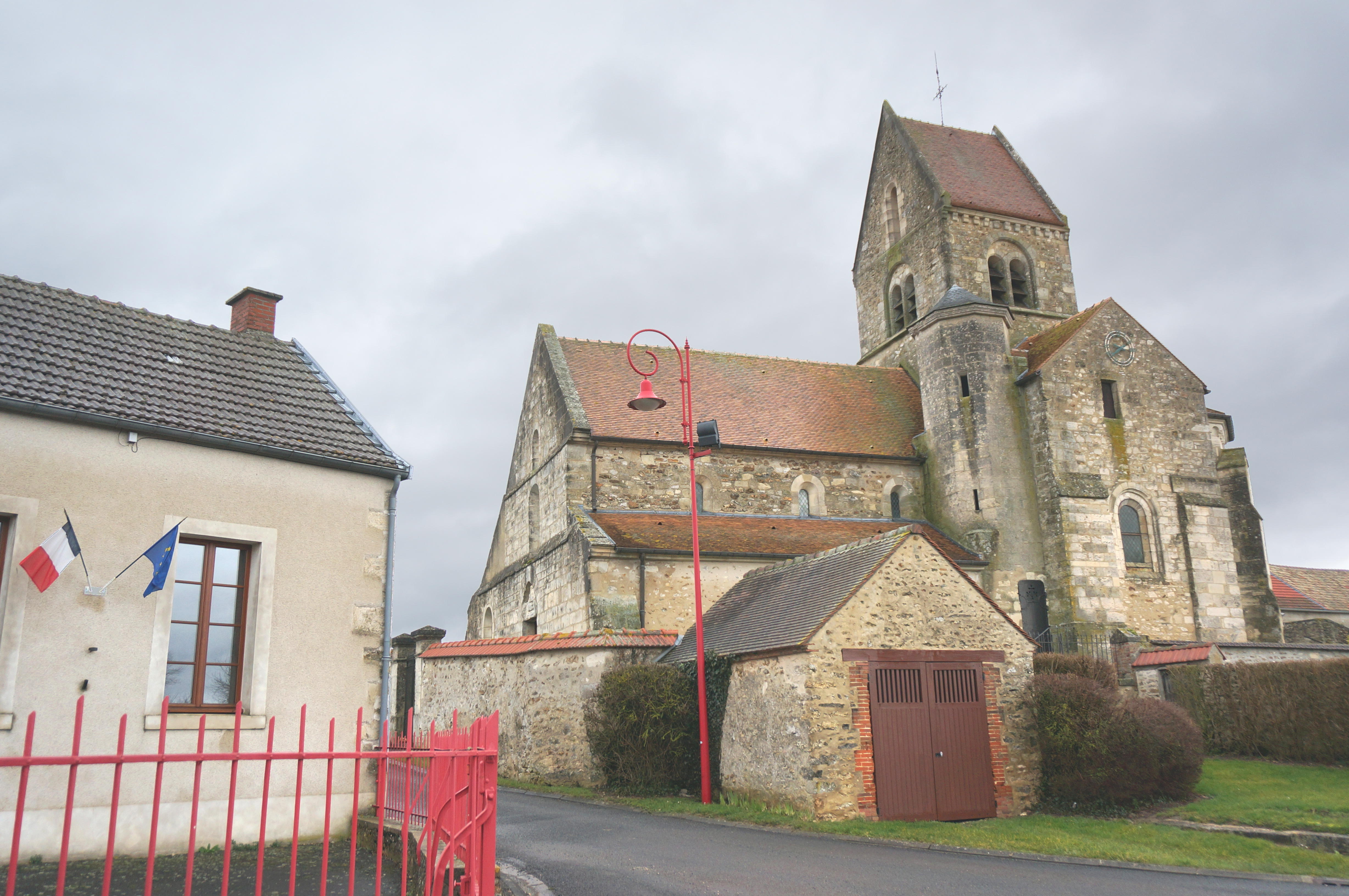
Südseite mit Obergaden und romanischem Südquerhaus
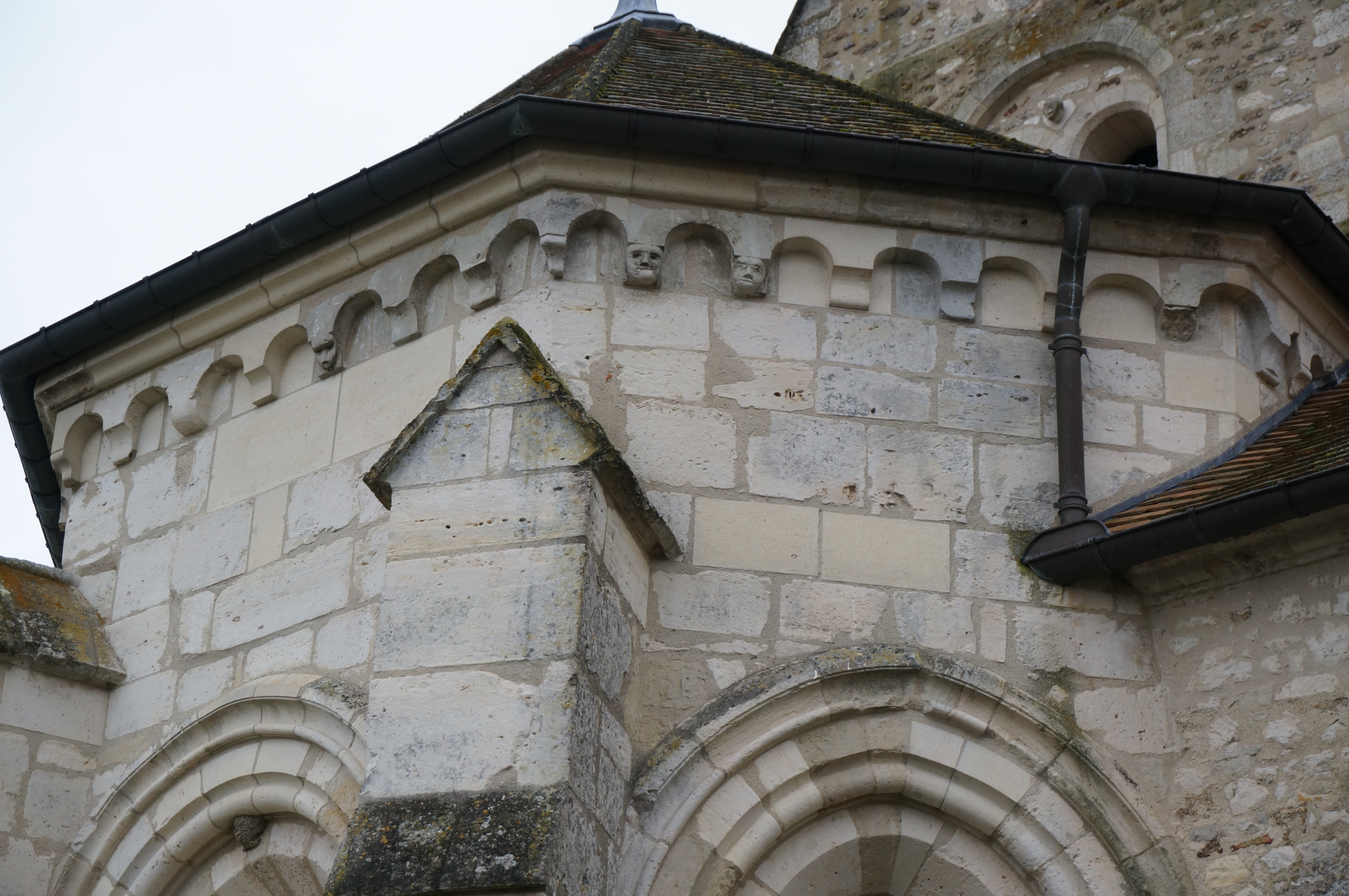
Bogenfries des Chors mit Kopffiguren
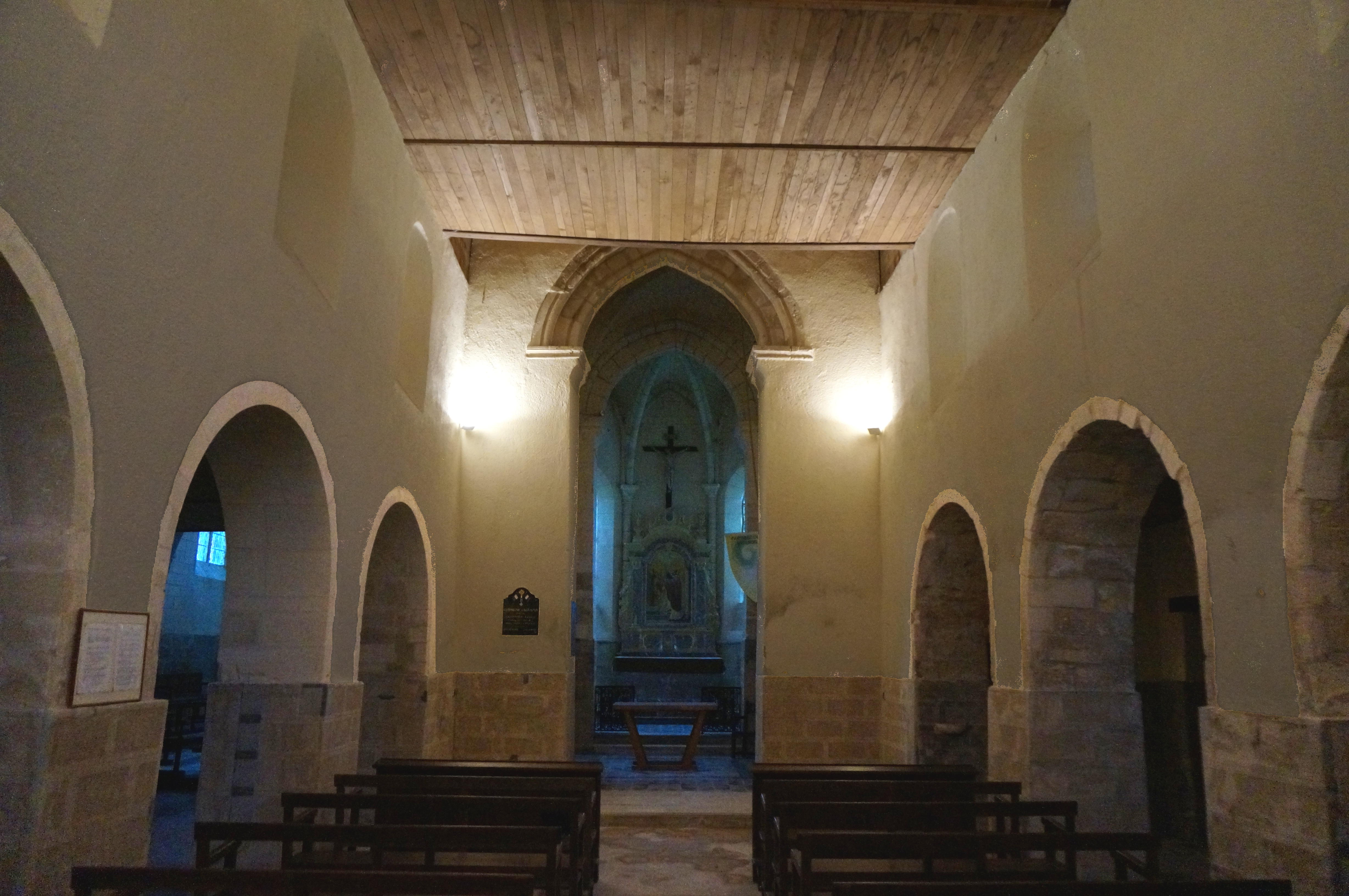
Mittelschiff, Rundbogenarkaden der Seitenschiffe, Spitzbogen zum Turmjoch
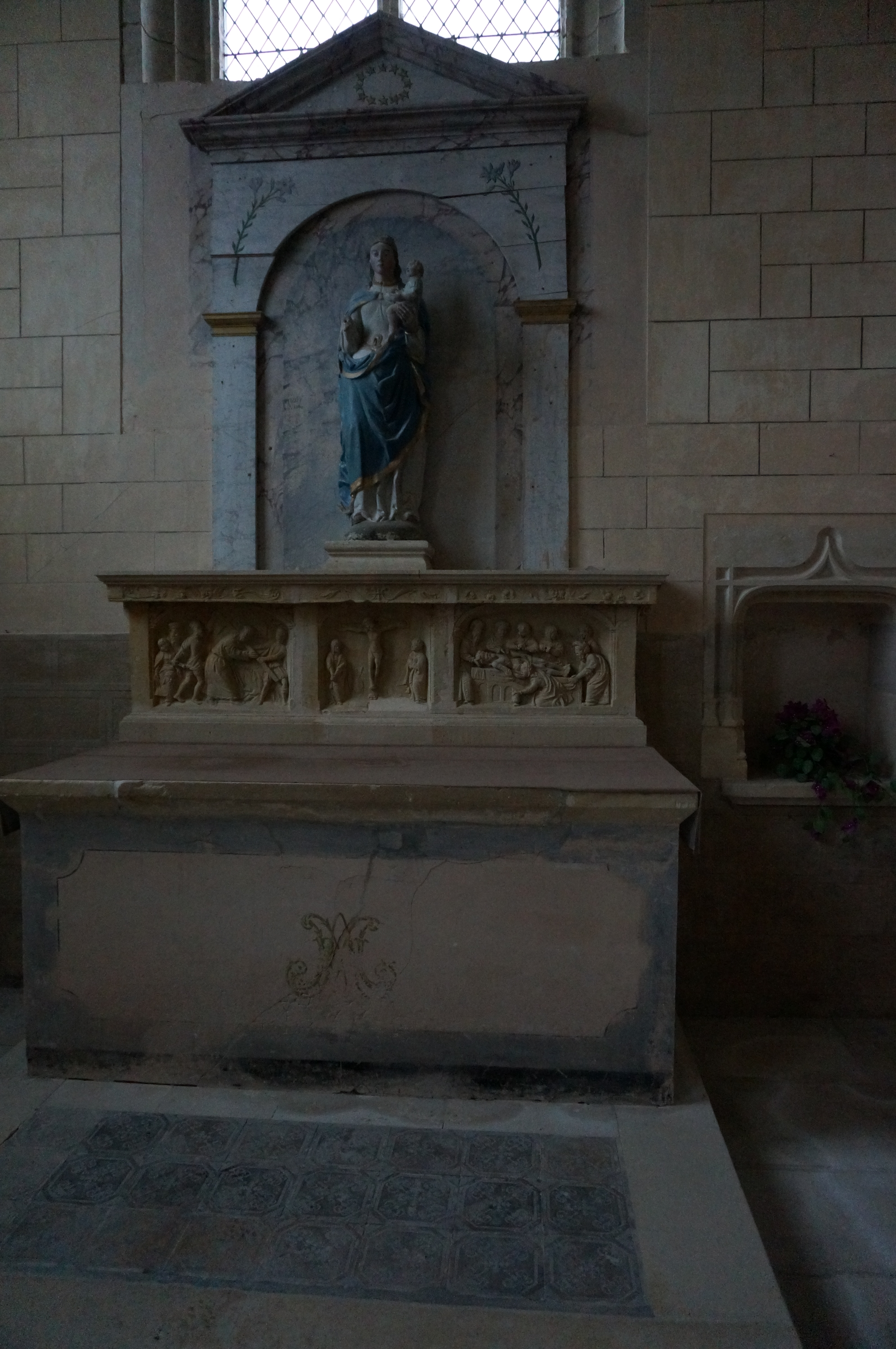
Altar und Altaraufsatz
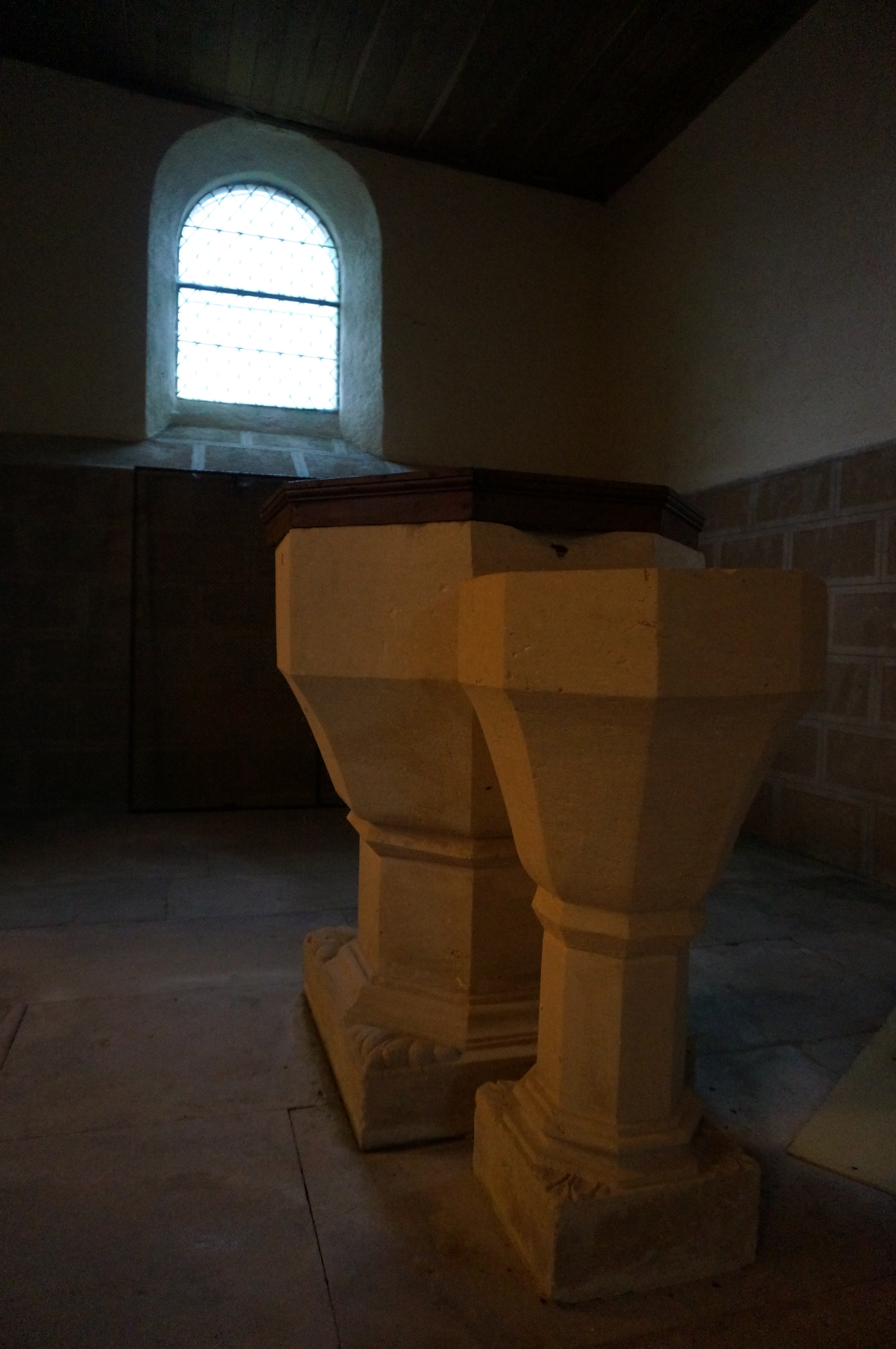
Taufbecken